# Johannes Dou
Johannes Dou, ook wel Jan Jansz., of Douw (Leiden, 7 februari 1615 - 5 maart 1682) was een landmeter die vooral gewerkt heeft voor het Hoogheemraadschap van Rijnland.

## Leven
Johannes Dou werd in 1615 (volgens zijn vader op 7 februari) geboren in Leiden als zoon van Jan Pieterszoon Dou en Josina Sadelaer. Johannes werd op 8 maart 1634 bij de universiteit van Leiden ingeschreven als student mathematica. Hij volgde colleges bij Frans van Schoten sr., hoogleraar in de 'Duytsche mathematicque', de opleiding voor ingenieurs, vestingbouwers en landmeters. Zijn vader was een vooraanstaand landmeter met een grote productie, die bovendien diverse boeken publiceerde over zijn vakgebied. Waarschijnlijk heeft hij zijn zoon in de praktijk het nodige bijgebracht. In ieder geval werd Johannes op 10 september 1635 door het Hof van Holland toegelaten het beroep van landmeter uit te oefenen. In 1637 werd hij benoemd tot notaris.
Dou is driemaal getrouwd geweest. Zijn eerste huwelijk was in juni 1641 met Eva Louisdr. Sitteen, die enkele jaren later overleed. Met haar kreeg hij in 1642 een zoon, Johannes Dou (Leiden, 1642 - Swanenburg Halfweg, 1690), die later ook landmeter werd voor Rijnland. Op 9 april 1644 hertrouwde hij met Catharina Thier, maar ook zij overleefde hem niet. Ten slotte trouwde hij op 28 mei 1669 met Aaltje Besemer, die de weduwe was van Dr. Johannes Tyer of Thier. Met Aaltje kreeg hij in 1647 opnieuw een zoon, Florentius Dou (Leiden, 1647 - november 1703), die later zijn (half)broer Johannes opvolgde als dijkopzichter en kastelein op het Gemeenlandshuis Swanenburg in Halfweg. In totaal kreeg Dou vier kinderen.
Het huwelijk van 1641 vond plaats op het stadhuis van Leiden, waaruit moge blijken dat Dou tot de dissenters behoorde. Net als zijn vader was hij dan ook lid van de remonstrantse gemeente.
Dou woonde in een huis aan de Maarsmansteeg en overleed in 1682. Hij werd op 5 maart begraven in de Hooglandse Kerk.

## Werken
Na het overlijden van zijn vader in 1635 werd Dou samen met Steven van Broeckhuizen aangesteld als landmeter van Rijnland en komt vanaf 1637 ook voor als notaris te Leiden. Net als zijn vader was hij bijzonder productief, maar hij verwierf nooit diens wetenschappelijke statuur. Naast vele kleine opdrachten onderscheidde hij zich ook met enkele smaakmakender werken. Zo ontwierp hij in 1661 de trekvaart van Leiden naar Utrecht, werd hij in 1672 ingezet tijdens de veldtocht tegen de Fransen en voltooide hij in 1675 zijn groote kaart van de Uitwaterende Sluizen.
- Biografisch Portaal: 37689273
- International Standard Name Identifier: 0000 0000 6818 9242
- Library of Congress Control Number: no2017034970
- Nederlandse Thesaurus van Auteursnamen: 069779236
- RKD-Nederlands Instituut voor Kunstgeschiedenis: 375205
- Virtual International Authority File: 99126515
- WorldCat: E39PBJkhJQDDty6yhXX89KTbVC